# Elachertus leroyi
Elachertus leroyi är en stekelart som beskrevs av Jean Risbec 1958. Elachertus leroyi ingår i släktet Elachertus och familjen finglanssteklar. Inga underarter finns listade i Catalogue of Life.